# عثة خطافية الذيل
العثة خطافية الذيل أو أُرْفِيَّة الخَمَان (بالإنجليزية: Swallow-tailed Moth)‏ هي نوع من أنواع العثث القريبة الشبه من الفراشات في الشكل. سميت بهذا الناس نسبة إلى الامتدادات التي تخرج من كلتا الجناحين، والتي تشبه الخطافات في شكلها.
تتميز العثث التي تنتمي إلى هذا النوع بلونها الأصفر الليموني الذي يخفت تدريجياً أثناء بلوغها، وبضخامة حجمها، حيث يتراوح طول جناحيها ما بين 50 إلى 62 ملمتر ، وتكون الأنثى أكبر حجماً من الذكر. أما بالنسبة ليرقاتها، فيصل طولها إلى ما يقارب 50 ملمتر، وتكون بنية أو بنية مخضرة اللون. تكثر العثث الخطافية الذيل في أوروبا الشمالية والوسطى، وفي أجزاء من المملكة المتحدة بشكل خاص.

## وصلات خارجية
- صور إضافية للأطوار المختلفة التي تمر بها العثة خطافية الذيل